# Jean Nuttli
Jean Nuttli (* 2. Januar 1974 in Kriens) ist ein ehemaliger Schweizer Radrennfahrer, der auf Zeitfahrdisziplinen spezialisiert war.

## Sportliche Laufbahn
Bis zum August 1996 wog Jean Nuttli über 120 Kilogramm. Er entschloss sich, seinen Lebensstil drastisch zu ändern, und trainierte monatelang auf einem Ergometer in seinem Zimmer; Weihnachten 1996 wog er nur noch 68 Kilogramm. Kurz darauf nahm er an seinem ersten Radrennen teil, bei dem er auf Anhieb den zweiten Platz hinter Michael Themann belegte.
Im Jahr 2000 belegte Nuttli bei der Schweizer Meisterschaft im Einzelzeitfahren Platz drei und wurde daraufhin im Oktober 2000 vom Schweizer Radverband zu den Weltmeisterschaften nach Frankreich geschickt, wo er trotz einer Fehlleitung durch das Begleitmotorrad kurz vor dem Ziel den elften Platz im Zeitfahren erreichte. Nachdem er kurz darauf den Chrono des Herbiers gewonnen hatte, erhielt er für das Jahr 2001 einen Vertrag beim Schweizer Team Phonak Hearing Systems.
2001 wurde Jean Nuttli Schweizer Meister im Einzelzeitfahren und gewann den Chrono erneut, 2002 wurde er Vize-Meister. 2003 gewann er die Brandenburg-Rundfahrt und gemeinsam mit Philippe Schnyder das Duo Normand. 2004 belegte er bei der Schweizer Zeitfahrmeisterschaft nochmals Rang drei.
Während seiner Karriere versuchte Nuttli mehrfach, den von Chris Boardman gehaltenen Stundenweltrekord von 49,441 km/h zu brechen. Am 16. November 2002 schaffte er 47,093 km/h (was bis 2014 immer noch Schweizer Rekord bedeutete), nachdem er am Vortag seinen ersten Weltrekordversuch nach 20 Minuten hatte abbrechen müssen (bei einem Durchschnitt von 48,649 km/h). Im Dezember 2004 erreichte er in seinem letzten Versuch im Wiener Ferry-Dusika-Hallenstadion 46,642 km/h.
2006 strahlte das Schweizer Fernsehen einen Dokumentarfilm über Jean Nuttli aus.

## Erfolge
2000
- Chrono des Herbiers

2001
- Schweizer Meister – Zeitfahren
- eine Etappe Tour du Poitou-Charentes
- Chrono des Herbiers
- eine Etappe Circuit Cycliste Sarthe

2002
- eine Etappe Circuit Cycliste Sarthe
- Schweizer Zeitfahrmeisterschaft
- Schweizer Stundenrekord (47,093 km)

2003
- Prolog Jadranska Magistrala
- Gesamtwertung und eine Etappe Brandenburg-Rundfahrt
- Duo Normand
- Schweizer Zeitfahrmeisterschaft

2004
- Schweizer Zeitfahrmeisterschaft

## Teams
- 2001 Phonak Hearing Systems
- 2002 Oktos–Saint-Quentin
- 2003 Volksbank Ideal
- 2004 Volksbank Ideal Leingruber
- 2006 Rietumu Bank-Riga-Ideal